# Tylophora tannaensis
Tylophora tannaensis är en oleanderväxtart som beskrevs av André Guillaumin. Tylophora tannaensis ingår i släktet Tylophora och familjen oleanderväxter. Inga underarter finns listade i Catalogue of Life.